# Siegfried Möslein
Siegfried Möslein (* 1. Juli 1927 in Hasenthal; † 10. Juni 2009 in Großheirath) war ein deutscher Politiker (CSU).

## Leben
Möslein besuchte die Volks- und Aufbauschule, war danach Luftwaffenhelfer sowie im Arbeits- und Wehrdienst tätig und im Kriegseinsatz. Nach dem Krieg studierte er Pädagogik und arbeitete als Volksschullehrer, später Rektor und Schulamtsdirektor. Er war Gründungsvorsitzender des Kreisjugendrings Coburg und des Bezirksjugendrings Oberfranken sowie Landesvorstandsmitglied im Bayerischen Jugendring. Ferner war er Gauschützenmeister für die Landkreise Coburg, Lichtenfels und Kronach im Bayerischen Schützenbund, Mitglied des Verwaltungsausschusses des Coburger Landestheaters und des Landkrankenhauses Coburg sowie Aufsichtsratsmitglied der Gemeinnützigen Wohnungsbaugesellschaft des Landkreises Coburg.
Möslein war von 1956 bis 2002 Kreisrat und von 1956 bis 1978 Vorsitzender der CSU-Kreistagsfraktion im Landkreis Coburg sowie Mitglied des CSU-Bezirksvorstands Oberfranken. Von 1970 bis 1994 saß er im Bayerischen Landtag. Ab 1974 wurde er stets direkt im Stimmkreis Coburg gewählt. Von 1978 bis 1986 war er stellvertretender Vorsitzender der CSU-Landtagsfraktion, ab dem 22. Oktober 1981 war er 1. Vizepräsident des Bayerischen Landtags.

## Ehrungen
- 1982: Verdienstkreuz am Bande der Bundesrepublik Deutschland
- 1987: Verdienstkreuz 1. Klasse der Bundesrepublik Deutschland
- 1994: Ehrenbürger der Gemeinde Großheirath
- Bayerischer Verdienstorden